# Chris Licht

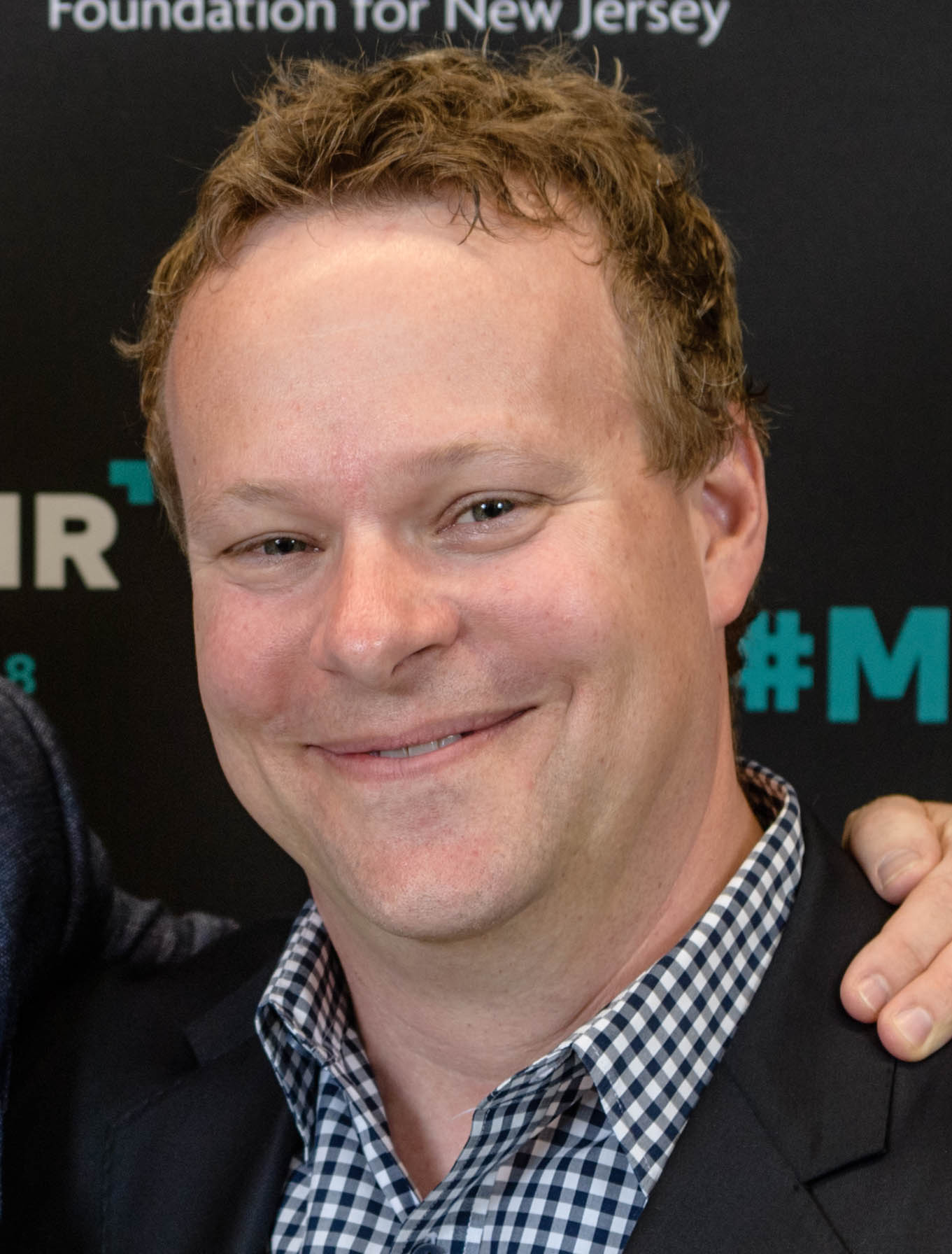
Chris Licht (2018)

Christopher „Chris“ Andrew Licht (* 22. Oktober 1971 in der Schweiz) ist ein US-amerikanischer Fernsehreporter und Produzent. Er war von 2022 bis 2023 CEO und Vorsitzender von CNN und verantwortlich für die strategische Entwicklung und Führung des Senders.

## Biografie
Chris Licht wurde in der Schweiz geboren. In den USA schloss er ein Studium an der S.I. Newhouse School of Public Communication der Syracuse University mit einem Bachelor-Abschluss in Rundfunkjournalismus und Politikwissenschaften ab.
Seine Karriere im Fernsehen begann als Produktionsassistent bei WCAU, dem NBC-Affiliate in Philadelphia. 1995 folgte der Wechsel zu KNBC in Los Angeles, wo er sich bereits während des O. J.-Simpson-Prozesses als Produzent hervortat. In den folgenden sieben Jahren bei KNBC stieg er zum Special Projects Producer auf, koordinierte die Olympia-Berichterstattung des Senders und produzierte dann die Channel 4 News at 11. Er verließ Today im Jahr 2012 und wurde Chefproduzent für den CBS-Nachrichtensender CBS This Morning, wo er maßgeblich dazu beitrug, die Einschaltquoten zu erhöhen und den Sender zu einem wichtigen Konkurrenten von Today und Good Morning America zu machen.
Im Jahr 2022 wurde Licht als Nachfolger von Jeff Zucker zum CEO und Vorsitzenden von CNN ernannt, wo er für die strategische Entwicklung und Führung des Senders verantwortlich war.
Licht organisierte im Mai 2023 (offenbar, um konservative Zuschauer zurückzugewinnen) ein Trump-Town hall meeting vor Trump-Fans. Licht ignorierte zahlreiche Warnungen und ließ die Veranstaltung live senden. Trump beleidigte und diskreditierte die Moderatorin Kaitlan Collins und das Publikum bejubelte dies.
Licht trat Anfang Juni 2023 zurück.
Kurz zuvor war in der Zeitschrift The Atlantic ein Artikel über ihn erschienen.

## Privates
Am 28. April 2010 erlitt Licht eine fast tödliche Hirnblutung, als er in Washington D.C. fuhr. Später schrieb er ein Buch über seine Erfahrungen, Was ich lernte, als ich fast starb: Wie ein TV-Produzent sein BlackBerry beiseitelegte und begann, sein Leben zu leben, das 2011 veröffentlicht wurde. Joe Biden, damals US-Vizepräsident und selbst Überlebender eines Aneurysmas, rief den renommierten Neurochirurgen Vivek Deshmukh an, um sich um Licht zu kümmern.
Er lebt (Stand 2017) mit seiner Frau Jenny Blanco und ihren zwei Söhnen in Manhattan. Sie heirateten im April 2006 im L'Auberge Del Mar in Del Mar (Kalifornien).